# Joey Logano
Joseph Thomas "Joey" Logano (Middletown (Connecticut), 24 mei 1990) is een Amerikaans autocoureur die actief is in de NASCAR Cup Series voor Team Penske. Hij werd in 2018 als rijder voor Team Penske kampioen in de NASCAR Sprint Cup.

## Carrière
Nadat hij in 2007 de regionale NASCAR Busch East Series had gewonnen startte Logano in 2008 in de Nationwide Series en won hij in zijn debuutseizoen op de Kentucky Speedway. In 2009 won hij op de Nashville Superspeedway, Kentucky Speedway, Chicagoland Speedway, Kansas Speedway en de Auto Club Speedway.
In 2008 maakte hij zijn debuut in de Sprint Cup tijdens de Sylvania 300 op de New Hampshire Motor Speedway en reed dat jaar nog twee extra races. In 2009 ging hij fulltime aan de slag in de Sprint Cup. In juni won hij de Lenox Industrial Tools 301 en werd daarmee met 19 jaar, 1 maand en 4 dagen de jongste Sprint Cup racewinnaar ooit. Hij werd later in het seizoen nog derde tijdens de AMP Energy 500 en eindigde op de 20e plaats in het kampioenschap en won de trofee rookie of the year.
In 2012 behaalde hij een tweede overwinning in de Sprint Cup toen hij de Pocono 400 won die gereden werd op de Pocono Raceway. In 2013 won hij de Pure Michigan 400 op de Michigan International Speedway.

## Resultaten in de NASCAR Cup Series
Cup Series resultaten (aantal gereden races, polepositions, gewonnen races en positie in het kampioenschap)
| Jaar | Races | Polepositions | Overwinningen | Kampioenschap |
| ---- | ----- | ------------- | ------------- | ------------- |
| 2008 | 3     | 0             | 0             | 64e           |
| 2009 | 36    | 0             | 1             | 20e           |
| 2010 | 36    | 1             | 0             | 16e           |
| 2011 | 36    | 2             | 0             | 24e           |
| 2012 | 36    | 2             | 1             | 17e           |
| 2013 | 36    | 2             | 1             | 8e            |
| 2014 | 36    | 1             | 5             | 4e            |
| 2015 | 36    | 6             | 6             | 6e            |
| 2016 | 36    | 3             | 3             | 2e            |
| 2017 | 36    | 2             | 1             | 17e           |
| 2018 | 36    | 1             | 3             | 1e            |
| 2019 | 36    | 2             | 2             | 5e            |
| 2020 | 36    | 0             | 3             | 3e            |
| 2021 | 36    | 0             | 1             | 8e            |
| 2022 | 36    | 4             | 4             | 1e            |
| 2023 | 36    | 2             | 1             | 12e           |
| 2024 | 36    | 3             | 4             | 1e            |